# Città Sant’Angelo
Città Sant’Angelo község (comune) Olaszország Abruzzo régiójában, Pescara megyében.

## Fekvése
A megye északi részén fekszik. Határai: Atri, Cappelle sul Tavo, Collecorvino, Elice, Montesilvano és Silvi.

## Története
Első írásos említése 1239-ből származik amikor II. Frigyes német-római császár seregei elpusztították. A későbbiekben újranépesült és nápolyi nemesi családok birtoka lett. Önálló községgé a 19. század elején vált, amikor a Nápolyi Királyságban felszámolták a feudalizmust.

## Népessége
A népesség számának alakulása:

## Főbb látnivalói
- a 14. században épült katedrális (Cattedrale) és 48 m magas harangtornya (campanile)